# Friedenstag
Friedenstag er en opera i én akt af Richard Strauss til en tysk libretto af Joseph Gregor. Strauss havde håbet igen at kunne arbejde med Stefan Zweig på et nyt operaprojekt efter deres tidligere samarbejde om Die schweigsame Frau, men de nazistiske myndigheder havde chikaneret Strauss på grund af hans valg af librettist, da Zweig var af jødisk afstamning. Ideen til historien var Zweigs, men han foreslog Gregor som en "sikker" samarbejdspartner til det konkrete arbejde med librettoen. Zweigs indflydelse på værket kan dog spores i dets "form and dramatic substance" ("form og dramatiske substans").

## Opførelseshistorie
Operaen blev uropført i München den 24. juli 1938 og er tilegnet hovedrolleindehaveren Viorica Ursuleac og hendes mand Clemens Krauss, der dirigerede operaen. Strauss havde oprindelig tænkt Friedenstag som en del af en dobbeltforestilling, som skulle have været dirigeret af Karl Böhm i Dresden. Det andet værk skulle have være det næste samarbejde med Gregor, Daphne.
Operaens antikrigstema har William Mann beskrevet som "a determined counter to the militaristic policies of Nazi Germany" ("en viljesfast indsigelse overfor Nazitysklands militaristiske politik"). Temaet betød imidlertid, at værket blev lagt på hylden efter Anden Verdenskrigs udbrud. Pamela Potter har foretaget en analyse af operaens pacifistiske tendens.
I Tyskland er Friedenstag blevet genopført i München i 1960 og i Dresden i 1995. Den fik amerikansk premiere på Santa Fe Opera den 28. juli 1988 med blandt andre Richard Lewis, Alessandra Marc og Mark Lundberg på rollelisten.

## Roller
| Rolle | Stemmetype | Originalbesætning, 24. juli 1938 (Dirigent: Clemens Krauss) |
| --- | ---------- | ----------------------------------------------------------- |
| Kommandant for den betrængte by                                                                              | Baryton    | Hans Hotter                                                 |
| Maria, hans kone                                                                                             | Sopran     | Viorica Ursuleac                                            |
| En sergent                                                                                                   | Bas        | Georg Hann                                                  |
| En korporal                                                                                                  | Tenor      | Julius Patzak                                               |
| En soldat | Tenor      | Georg Wieter                                                |
| En musketer                                                                                                  | Bas        | Karl Schmidt                                                |
| En hornblæser                                                                                                | Bas        | Willi Merkert                                               |
| En officer                                                                                                   | Baryton    | Emil Graf                                                   |
| En officer fra fronten                                                                                       | Baryton    | Josef Knapp                                                 |
| En borger fra Piemonte                                                                                       | Tenor      | Peter Anders                                                |
| Der Holsteiner, kommandør for hæren, der belejrer byen                                                       | Bas        | Ludwig Weber                                                |
| Byfogeden | Tenor      | Karl Ostertag                                               |
| Biskoppen | Baryton    | Theo Reuter                                                 |
| En kvinde af folket                                                                                          | Sopran     | Else Schürhoff                                              |
| Soldater af garnisonen og den belejrende hær, byens ældste og kvinderne fra kommandantens deputation, byfolk |            |                                                             |

## Synopsis
Sted: Citadellet i en af protestantiske tropper fra Holstein belejret katolsk by i Tyskland
Tid: 24. oktober 1648, den sidste dag i Trediveårskrigen
En sergent modtager besked fra en soldat om, at fjenden netop har sat ild til en gård. Et ungt italiensk sendebud fra Piemonte ankommer med et brev fra kejseren til byens kommandant. En officer, en musketer og andre soldater spotter den unge som en mand, der aldrig har kendt til krig, ligesom de har aldrig kendt til fred. Soldaterne hører så fjern støj og tænker først, at det er fjenden, men så bliver de klar over, at det er byens borgere, der nærmer sig fæstningen. Kommandanten kommer frem for at tale til byens borgere. Borgmesteren og en prælat appellerer til kommandanten om at overgive byen til fjenden, idet de hævder, at både deres side og fjenden lider unødigt. Kommandanten insisterer dog på sejr og afviser appellen. En officer fra fronten kommer ind og informerer kommandanten om, at byen vil falde, medmindre ammunitionen, der er under borgen, bliver brugt. Kommandanten nægter at frigive ammunitionen til kampen.
Buddet læser brevet fra kejseren for byfolkene: Kejseren erklærer, at byen skal holdes og ikke må opgives. Mængden protesterer kraftigt efter 30 års uafbrudt krig. Kommandanten er rystet over reaktionen og beordrer mængden opløst: De skal vente på et signal fra ham. Han sender sine soldater hen for at hente krudtet under borgen og beder om at få lunten. Kommandanten mindes, hvordan sergenten reddede hans liv i slaget ved Magdeburg og tilbyder nu til gengæld sergenten en chance for at forlade fæstningen. Sergenten afviser ligesom forsyningsofficeren og den menige. Efter at have takket det italienske sendebud beordrer kommandanten sine tropper i arbejde.
Maria, kommandantens kone, kommer ind på fæstningen og gør nogle bemærkninger om mængden og sin mand. Hendes mand kommer ind og bemærker, at hun har trodset hans ordre om, at hun ikke må komme ind i fæstningen. Maria er træt af krigen, mens kommandanten nyder den; han tilbyder hende en mulighed for at flygte i sikkerhed, men hun sværger dog at forblive ved hans side.
Et kanonskud lyder, tilsyneladende som varsel om fjendens angreb. Sergenten giver kommandanten lunten, men han vil ikke bruge den og foretrækker at kæmpe. I næste øjeblik høres fjerne klokker og andre klokker fra byen blander sig med dem. Sergenten rapporterer derefter, at de holstenske tropper nærmer sig – ikke for at angribe, men pyntet med blomster og hvide flag. Kommandanten tror dog, at det er en list. Borgmesteren og prælaten er imidlertid glade for at se denne procession og tror fejlagtigt, at det er kommandantens lovede signal.
Den holstenske kommandør kommer derefter ind for at se kommandanten oplyser, at Trediveårskrigen er slut netop den dag, eftersom en våbenhvile er blevet underskrevet. Kommandanten er hård mod holsteneren og fornærmer ham ved at trække sit sværd. Den holstenske øverstbefalende rækker da ud efter sit eget sværd, men trækker det ikke. Maria kaster sig så mellem de to militære ledere – og beder om fred mellem dem. Pludselig omfavner kommandanten og den holstenske kommandør hinanden i forsoning.

## Diskografi
| År   | Besætning (Kommandant, Maria, Wachtmeister, Konstabel)          | Dirigent, Operahus og orkester | Pladeselskab                                  |
| ---- | --------------------------------------------------------------- | --- | --------------------------------------------- |
| 1939 | Hans Hotter, Viorica Ursuleac, Herbert Alsen, Hermann Wiedemann | Clemens Krauss, Wiener Staatsopers orkester og kor (Optagelse af en forestilling på Wiener Staatsoper, den 10. juni)                               | Audio CD: Koch-Schwann 3-1465-2               |
| 1988 | Bernd Weikl, Sabine Hass, Jaako Ryhänen, Jan-Hendrik Rootering  | Wolfgang Sawallisch, Det bayerske radiosymfoniorkester, den bayerske statsoperas kor og det bayerske radiokor                                      | Audio CD: EMI CDC 5 56.850-2                  |
| 1989 | Roger Roloff, Alessandra Marc, William Wilderman, Max Wittges   | Robert Bass, Collegiate Chorale and Orchestra; New York City Gay Men's Chorus (Optagelse af en koncertopførelse i Carnegie Hall, den 19. november) | Audio CD: Koch International Classics 37111-2 |
| 1999 | Albert Dohmen, Deborah Voigt, Alfred Reiter, Tom Martinsen      | Giuseppe Sinopoli, Dresden Staatskapelle og Staatsoper Dresdens kor                                                                                | Audio CD: DG 463 494-2                        |